# Tarántula
Tarántula in Parque de Atracciones de Madrid (Madrid, Spanien) ist eine Stahlachterbahn vom Modell SC3000 des Herstellers Maurer Rides, die am 14. Mai 2005 eröffnet wurde. Zum Zeitpunkt ihrer Eröffnung war sie der einzige Spinning Coaster in Spanien.

## Züge
Tarántula besitzt acht Wagen. In jedem Wagen können vier Fahrgäste in zwei Reihen à zwei Personen Platz nehmen. Als Rückhaltesystem kommen Schoßbügel zum Einsatz. Die beiden Sitzreihen des Wagens sind um 180 Grad gegeneinander positioniert, sodass immer zwei Personen mit dem Rücken zueinander sitzen.